# 브르다 (슬로베니아)

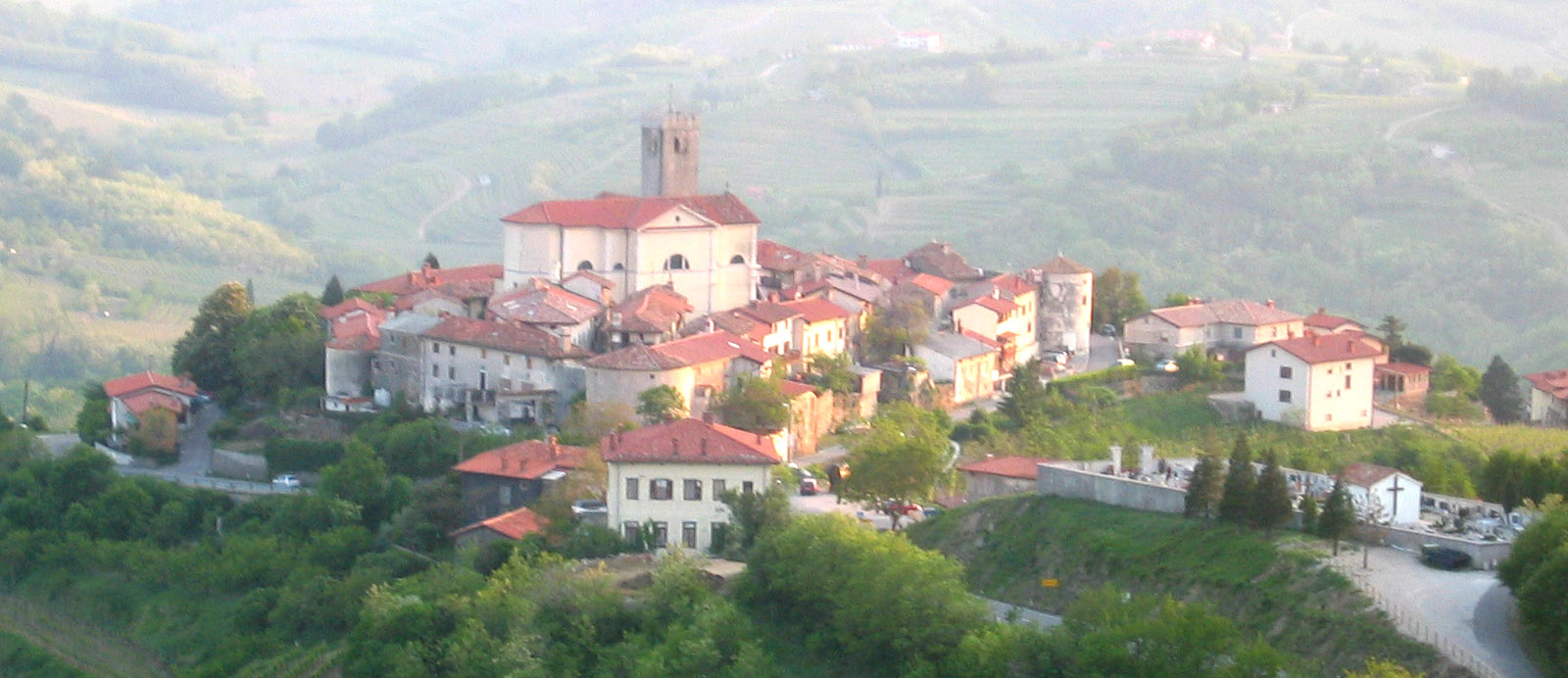
브르다

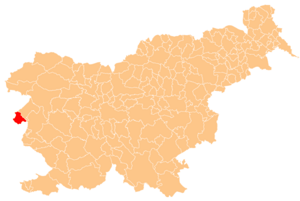
브르다의 위치

브르다(슬로베니아어: Brda, 이탈리아어: Collio 콜리오[*])는 슬로베니아 서부에 위치한 도시로 면적은 72km2, 인구는 5,757명(2010년 기준), 인구 밀도는 80명/km2이다. 전통적으로는 프리모르스카 지역에 속한다.